# 771

## Esdeveniments
- Simbaci III Bagratuní esdevé generalíssim d'Armènia.
- Vasaces Bagratuní esdevé nakharar de Taron.
- Els othmànides comencen a governar a Amiuk, a l'est del llac Van.
- Berkri, ciutat de Baspracània, queda inclosa a l'emirat Qaysita.

## Necrològiques
- 4 de desembre: Carloman I (768 - 771), rei dels francs regnant conjuntament amb el seu germà gran Carlemany.